# Kaloša

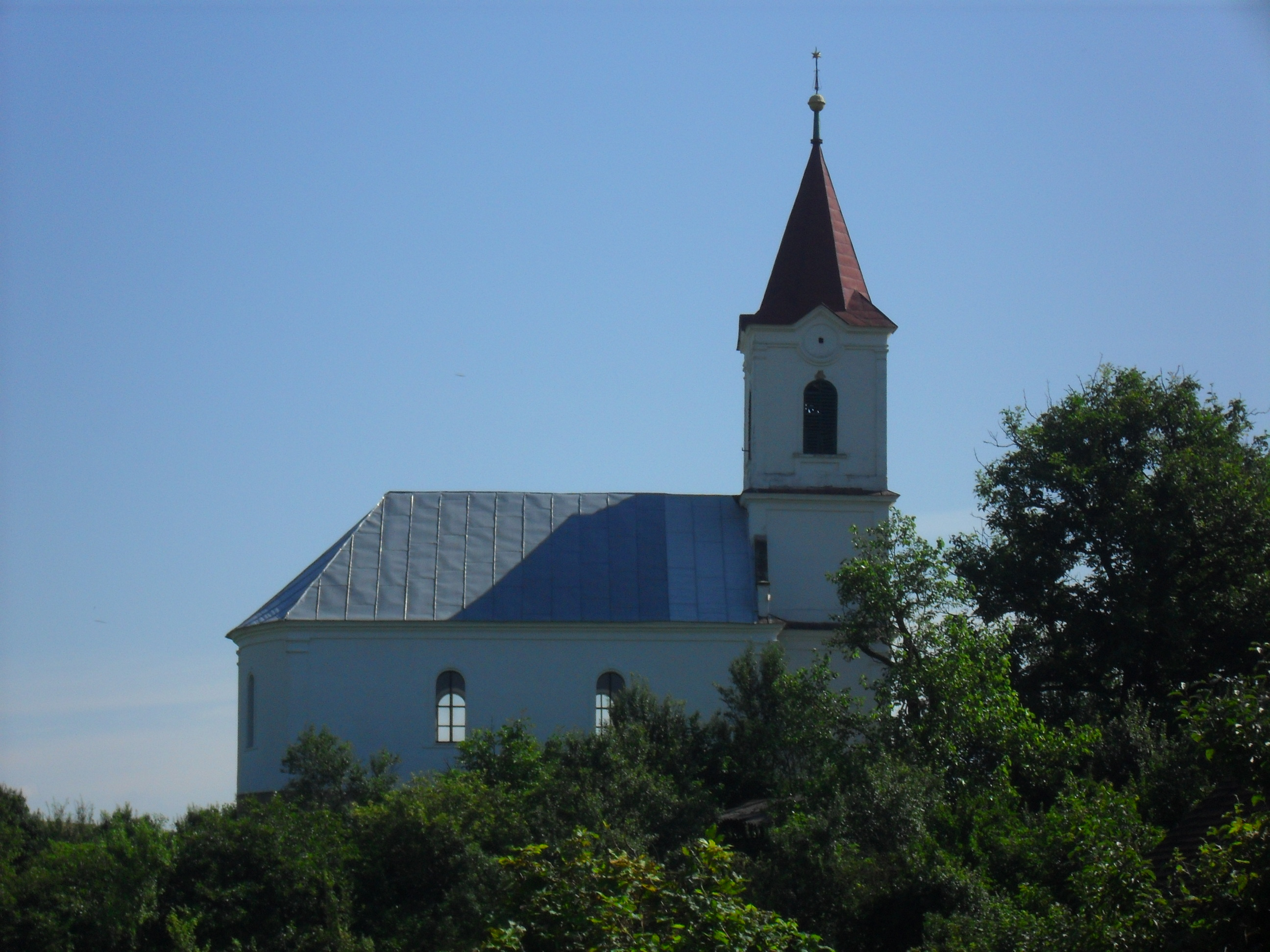
Kościół ewangelicki

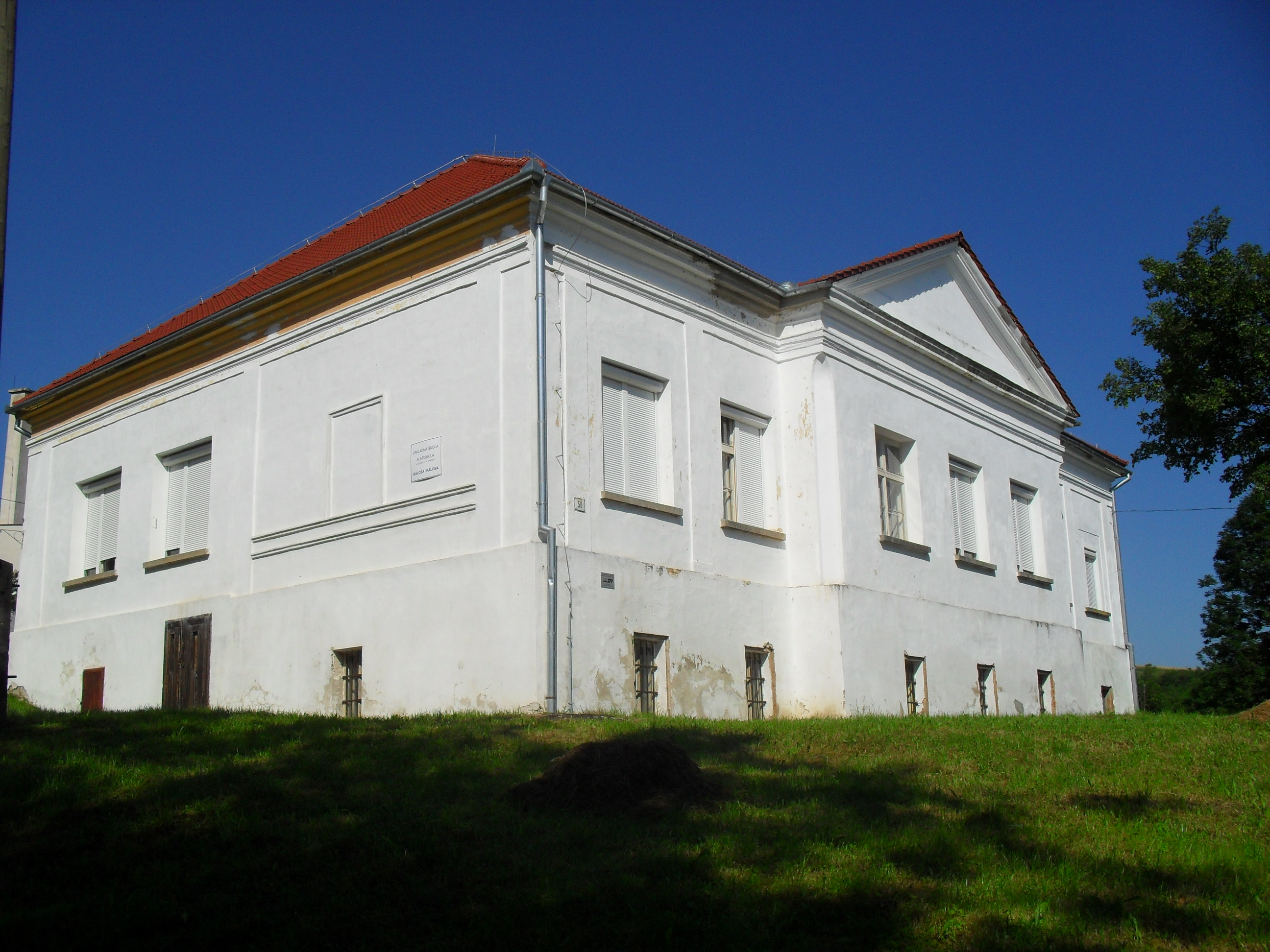
Dwór

Kaloša (węg. Kálosa) – wieś (obec) na Słowacji położona w kraju bańskobystrzyckim, w powiecie Rymawska Sobota. Pierwsze wzmianki o miejscowości pochodzą z roku 1247.

## Ludność
Według danych z dnia 31 grudnia 2012, wieś zamieszkiwało 780 osób, w tym 423 kobiety i 357 mężczyzn.
W 2001 roku rozkład populacji względem narodowości i przynależności etnicznej wyglądał następująco:
- Słowacy – 15,13%
- Czesi – 0,62%
- Romowie – 6,55%
- Węgrzy – 77,54%

Ze względu na wyznawaną religię struktura mieszkańców kształtowała się w 2001 roku następująco:
- Katolicy rzymscy – 70,67%
- Grekokatolicy – 0,47%
- Ewangelicy – 2,18%
- Ateiści – 7,8%
- Nie podano – 0,16%

## Zabytki
We wsi znajdują się:
- kościół ewangelicki z 1889 r.
- dwór z 1. połowy XIX w.[8]